# Opius caucasi
Opius caucasi är en stekelart som beskrevs av Vladimir Ivanovich Tobias 1986. Opius caucasi ingår i släktet Opius och familjen bracksteklar. Inga underarter finns listade i Catalogue of Life.